# Deal with This
Deal with This è un album del gruppo musicale di genere southern hip hop dei 2 Live Crew.

## Tracce
1. Serious Conversation - 4:20
2. Fresh Kid Ice Is Back - 4:34
3. Tab Ski Cuttin' it Up - 3:30
4. Revelation - 6:05
5. Dead Ass Broke - 3:42
6. Free Style - 3:21
7. It's Gotta Be Fresh - 5:47
8. Jack Boy Story - 3:28
9. What I Like (Instrumental) - 4:30
10. What I Like (Scratch) - 7:10